# Australostichopus
Australostichopus is een geslacht van zeekomkommers uit de familie Stichopodidae.

## Soorten
- Australostichopus mollis (Hutton, 1872)